# Neuhütte und Elisabethhütte
Mit Neuhütte und dem unbekannteren Begriff Elisabethhütte werden zwei ehemalige Hüttenwerke und einzelne Häuser um sie herum bezeichnet. Sie gehören heute zu Rodewisch, sind aber nur von Lengenfelder Flur aus zu erreichen.

## Lage
Beide Hüttenwerke liegen ziemlich mittig zwischen dem Rodewischer Ortsteil Niederauerbach und dem Lengenfelder Ortsteil Grün im Tal der Göltzsch direkt an der Bundesstraße 94. Das Gebiet liegt auf drei Gemarkungen: Die Bundesstraße bildet die Grenze zwischen den Lengenfelder Gemarkungen Grün und Abhorn. Das Gebiet von der Bundesstraße bis zur Göltzsch gehört zur Gemarkung Grün. Dieser Zustand beginnt ab dem Rodewischer Klärwerk und endet erst bei Neuhütte. Jenseits der Göltzsch gehört ein etwa 100 m breiter Streifen zur Gemarkung Rodewisch. Jenseits davon liegt wieder die Gemarkung Grün.
Die Neuhütte liegt näher an Grün, Elisabethhütte näher an Rodewisch. Die beiden Hauptgebäude der Neuhütte liegen in Rodewisch, die kleineren Gebäude, die von der Straße schlechter zu sehen sind, liegen auf Lengenfelder Flur. Zwischen beiden Komplexen liegen etwa 300 m und zwei kleine Teiche. Die Elisabethhütte liegt großteils auf Rodewischer Flur. Nur das Klinkergebäude direkt an der Bundesstraße gehört zur Gemarkung Grün.

## Neuhütte

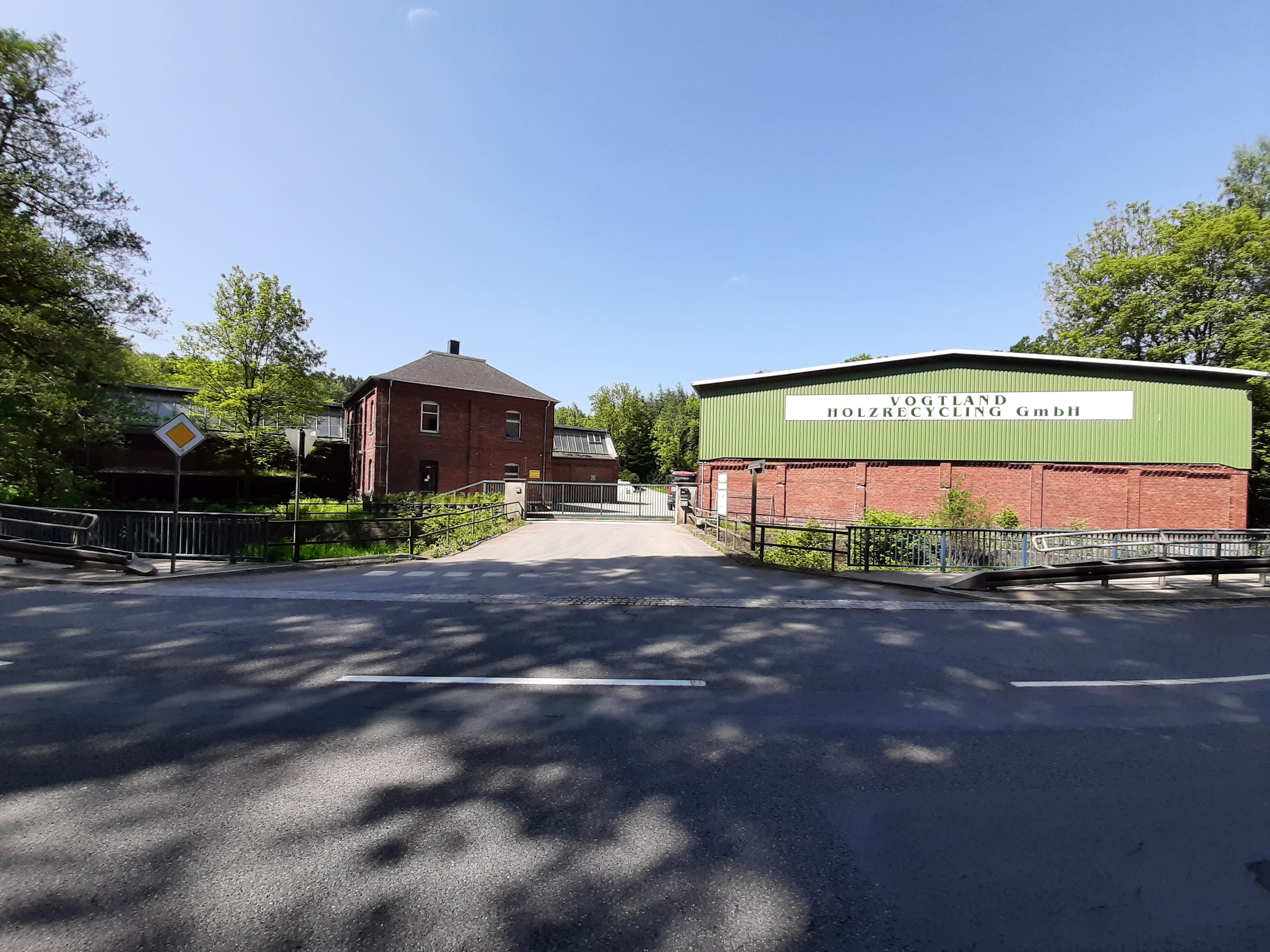
Blick auf den Komplex um die ehemalige Neuhütte (2023)

Zur Zeit des Dreißigjährigen Krieges lag an dieser Stelle eine Glashütte. Angaben Ewald Rannachers zufolge ging die Glashütte mit Mühle in eine Wüstung ein. Die Ansiedlung „Herrengrün“ soll oberhalb des Hammerwerkes Grün existiert haben. Damit sei die Glashütte gemeint. Im 18. Jahrhundert wurde als Teil des Rodewischer Messingwerkes eine neue Hütte errichtet. Es handelte sich um eine Drahthütte. 1823 wurde die Produktion eingestellt, 1832 wurde sie abgerissen. Später wurde das Werk in eine mechanische Weberei und 1875 in eine Spinnerei umgebaut. 1894 kam das Gebäude in den Besitz Otto Lenks, der eine Wollwäscherei und Carbonisierungsanstalt einrichtete.
1877 galt Neuhütte als „benannter Wohnplatz“ im Königreich Sachsen, der zur Gemeinde Rodewisch gehörte. 1880 lebten in einem Haus 5 Personen. Für dieses Jahr ist eine Spinnerei belegt.
Heute ist die „Vogtländische Holzrecycling GmbH“ im Komplex ansässig.

## Elisabethhütte

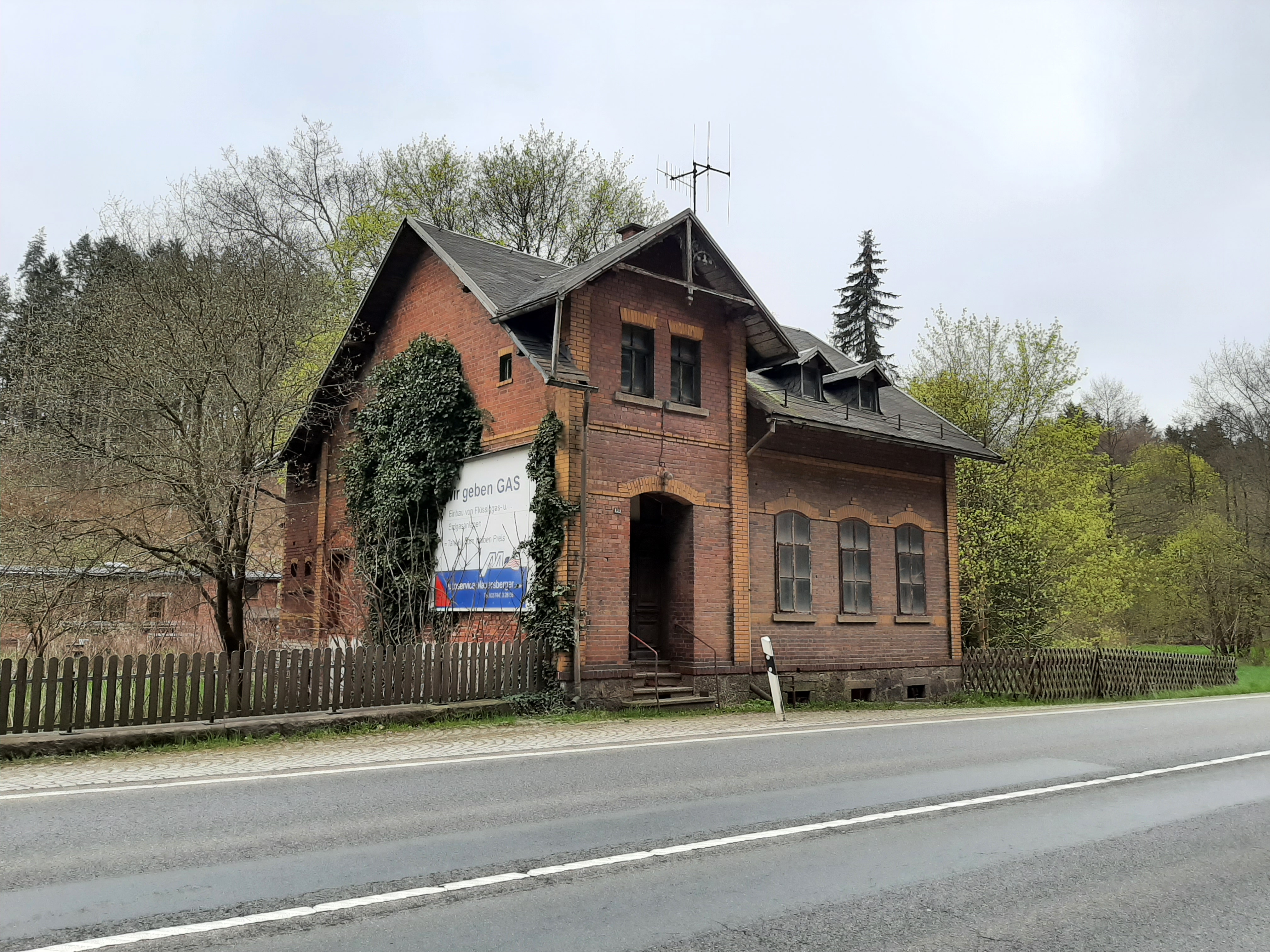
Ehemaliger Gasthof an der heutigen B 94

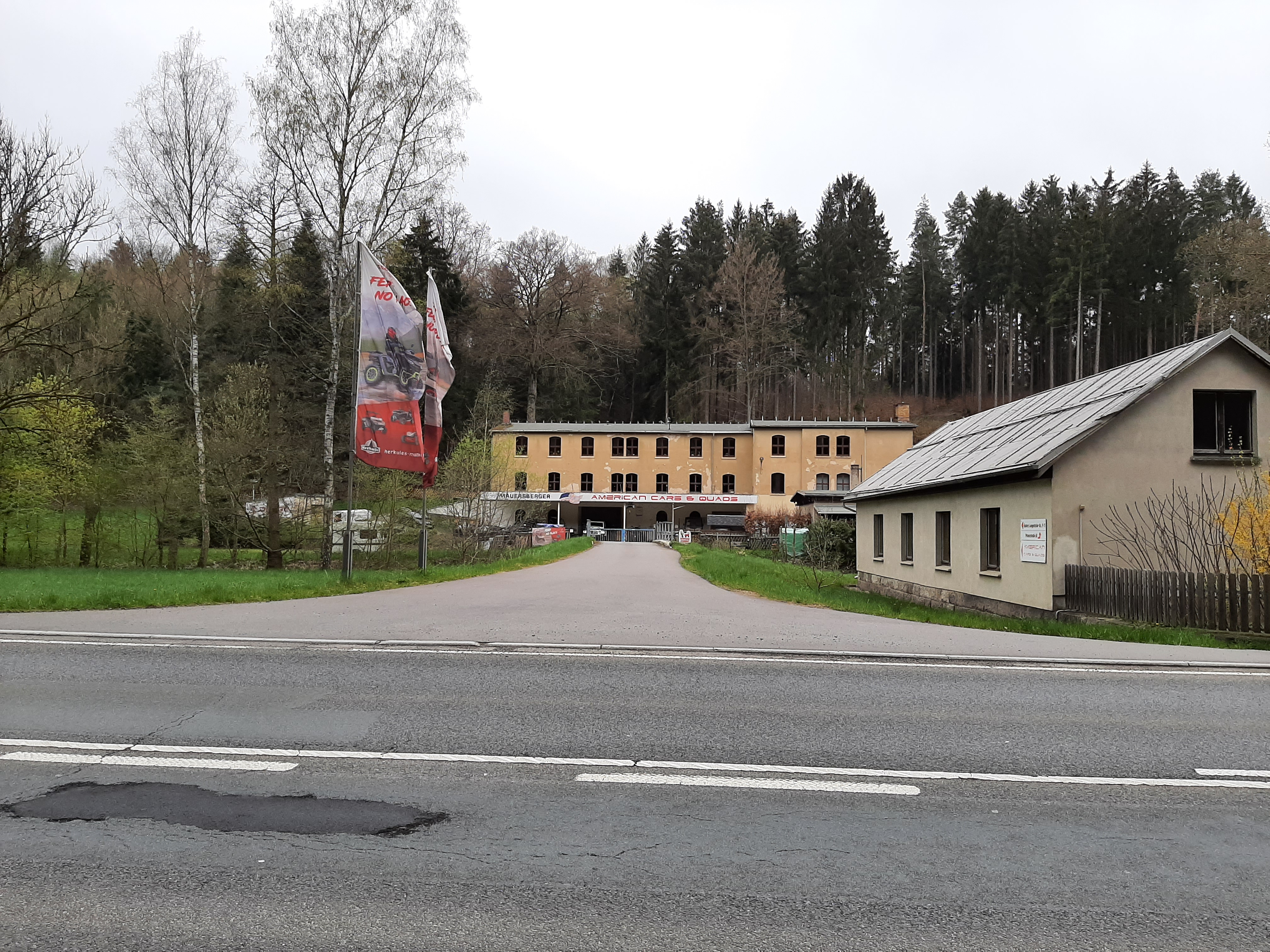
Ehemaliges Hüttenwerk. Heute Autohaus Mauersberger.

Die näher an Rodewisch gelegene Elisabethhütte ist benannt nach der früheren Messingwerksbesitzerin Appellationsrätin Elisabeth Conradi. 1705 bis 1859 waren zwei Wellen mit je drei Hämmern in diesem Werk untergebracht. 1828 wurde die Elisabethhütte zum zweiten Walzwerk des Messingwerks umgebaut. Im Besonderen sollten hier Drahtzainen in die Länge gezogen werden. Im Klinkergebäude befand sich früher die Gaststätte „Zum Paradies“ geführt vom in Rodewisch als „Hempels Franz“ bekannten Inhaber. Er kaufte das Gebäude 1910 und gab es 1960 auf, weil seine unverheirateten Kinder kein Interesse am Betrieb hatten. Zuvor war von 1890 bis 1905 der Gastwirt Karl Pannel Eigentümer. Die Bausubstanz des Klinkergebäudes ist rund 300 Jahre alt. Im Sommer wurden im Paradies bis zu vier Kellner beschäftigt.
1877 galt Elisabethhütte als „benannter Wohnplatz“ im Königreich Sachsen, der zur Gemeinde Rodewisch gehörte.
Seit 1954 ist die „Autoservice Mauersberger GmbH“ in der Elisabethhütte ansässig. Nach dem Hochwasser 1954 wurde 1955 eine Wasserkraftanlage mit einem Durchmesser von 8 m gebaut, die bis 1977 Strom erzeugte. Mit dem Bau der Lengenfelder Straße in ihrer heutigen Form wurde das Wehr an der Straße beseitigt und es musste 300-jähriges Wasserrecht aufgegeben werden.

## Belege
1. ↑  Geoportal - Sachsenatlas. In: Geoportal-Sachsenatlas. Freistaat Sachsen, abgerufen am 7. Oktober 2022.
2. ↑  Buch: Die Ortsnamen des Sächsischen Vogtlandes
3. 1 2  Hans Otto Gericke: Das privilegierte sächsische Messingwerk Niederauerbach i. Vogtl. Die Geschichte eines bedeutenden Hüttenwerkes von 1593 bis 1926. Hrsg.: Wolfgang Günther. Vogtland-Verlag, Plauen-Jößnitz 2008, ISBN 978-3-928828-45-1, S. 142–143, 182.
4. ↑  Alphabetisches Taschenbuch sämmtlicher im Königreiche Sachsen belegenen Ortschaften und der besonders benannten Wohnplätze: mit Angabe der politischen Gemeinde ... der Gebäude- und Einwohnerzahl am 1. Dezember 1875, sowie der Postbestellanstalten. C. Heinrich, 1879 (google.com [abgerufen am 15. Februar 2023]).
5. 1 2  Siegfried Walther: Rodewisch im Wandel der Zeit - Eine Chronik und ein wenig mehr... 31 Anhang. Hrsg.: Stadtverwaltung Rodewisch. Rodewisch 2011, ISBN 978-3-942267-16-8, S. 290.
6. ↑  Anonym: Alphabetisches Taschenbuch sämmtlicher im Königreiche Sachsen belegenen Ortschaften und der besonders benannten Wohnplätze. bearbeitet im Statistischen Büreau des Königlichen Ministeriums des Innern, Verlag C. Heinrich, Dresden 1877, S. 144. (alternativ online: SLUB)
7. ↑  Alphabetisches Verzeichniss der im Königreiche Sachsen belegenen Stadt- und Landgemeinden
8. ↑  Gerd Bertele, Wolfgang Schwarzer: Gruss [sic!] aus Rodewisch. Das alte Rodewisch auf 111 hundertjährigen Ansichtskarten mit Rützengrün, Röthenbach und dem Steinberg. Hrsg.: Gerd Bertele, Wolfgang Schwarzer. Teil 2. Eigenverlag, Rodewisch 2023.
9. 1 2  Freie Presse vom 18. Juli 1997. Auerbacher Zeitung. Titel: Stadtteilgeschichten: Rodewisch – Niederauerbach. (a) Unternehmen in historischen Mauern; (b) Pforte „Zum Paradies“ im Grünen ist dicht. Autor: Christine Hensel
10. ↑  Anonym: Alphabetisches Taschenbuch sämmtlicher im Königreiche Sachsen belegenen Ortschaften und der besonders benannten Wohnplätze. bearbeitet im Statistischen Büreau des Königlichen Ministeriums des Innern, Verlag C. Heinrich, Dresden 1877, S. 43. (alternativ online: SLUB)